# Pescado azul

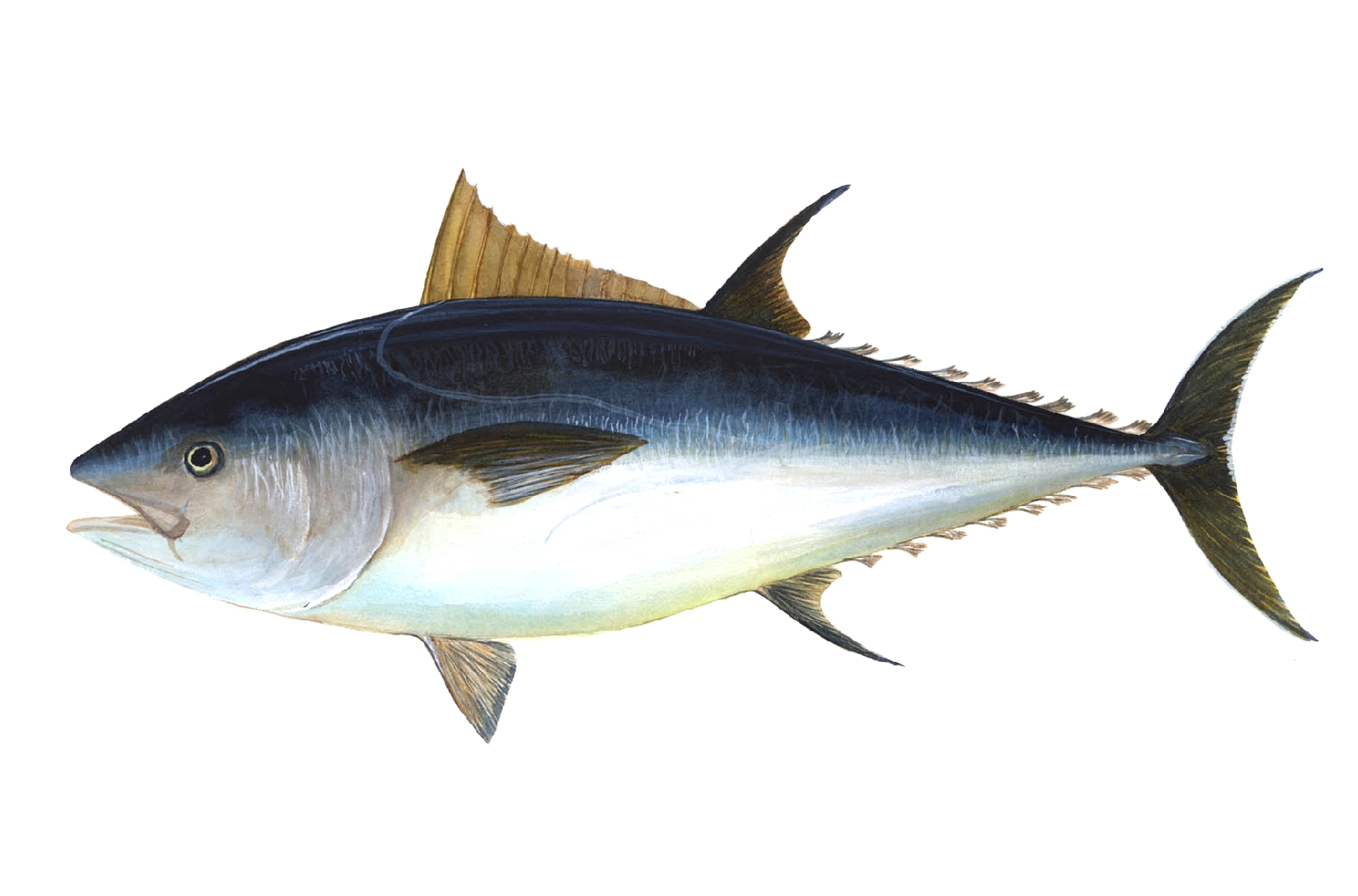
Atún, un ejemplo de pescado azul.

El pescado azul, también pescado graso, es aquel con una proporción de grasa inserta entre los músculos superior al 6 %. La denominación azul no atiende a criterios biológicos, sino nutricionales. Entre los ejemplos de pescado azul se incluyen pequeños peces forrajeros como las sardinas, el arenque o las anchoas, y otros peces pelágicos más grandes como el salmón, la trucha, el atún, el pez espada o la caballa.
En cambio, el pescado blanco o magro (p. ej., el bacalao o el eglefino) contiene aproximadamente solo un 2 % de grasa. Existe una clase intermedia, los pescados semigrasos, como la lubina o la dorada, que contienen entre un 2 y un 5 % de grasa, aproximadamente.
La cantidad de grasa influye en la coloración, así que gran parte de los pescados grasos tienen coloración externa azul, de ahí su nombre.

## Características biológicas
El pescado que entra en la categoría de pescado azul es menos sedentario que el considerado blanco, de ahí su mayor necesidad de grasa. Por la misma razón, los pescados azules tienen una cola o aleta caudal mucho más potente que los blancos, con un borde superior ahorquillado, que en el caso de los pescados blancos es redondeado. Como norma general, el pescado azul nada en aguas superficiales, en las zonas del piélago, por eso a veces aparece con la denominación de pescado pelágico. El pescado blanco lo hace en zonas cerca del fondo. Los blancos son los preferidos para las antiguas y desfasadas dietas de adelgazamiento por contener menos grasa; la grasa de los azules ayuda a adelgazar aportando los nutrientes necesarios para llegar a la saciedad y el buen funcionamiento de las hormonas implicadas en la pérdida de grasa corporal.

## Características nutricionales y salubres
Se aconseja incluir pescado azul en la dieta de una persona, por lo menos dos o tres veces a la semana. Su consumo moderado tiene algunos beneficios para la salud debido a su contenido de ácidos grasos poli-insaturados, sobre todo los de tipo omega 3. Se ha demostrado que es beneficioso para la regulación de la tensión arterial. El consumo de pescado azul dos veces por semana ayuda a disminuir el riesgo de padecer muerte súbita por infarto de miocardio mediante la prevención de la arritmia cardiaca.  Tanto el ácido eicosapentaenoico, encontrado en algunas especies de pescados grasos, como otros ácidos grasos omega-2 como las resolvinas, tienen efectos beneficiosos sobre el aparato circulatorio y de prevención de la artritis.
El año 2002, algunos investigadores franceses publicaron, en la British Medical Journal, los resultados de una investigación realizada sobre una población de 1674 jubilados del sur de Francia, durante un periodo de siete años. Estudiaron las consecuencias de su consumo comparado con la ingesta habitual de pescado azul, y detectaron un mayor número de casos de demencia en aquellos que tuvieron una dieta baja en pescado azul. La conclusión que obtuvieron fue que la ingesta de pescado azul al menos una vez a la semana disminuye el riesgo de sufrir demencia durante un periodo de siete años, pero el estudio no determina las causas por las que el pescado azul frena o reduce el desarrollo de la demencia.
A pesar de su alto contenido graso (en comparación con otros pescados), sus grasas son de tipo poliinsaturado, por lo que aumentan los niveles de colesterol HDL ("bueno"), disminuyen los niveles de colesterol LDL ("malo"), y por tanto se minimizan los riesgos de enfermedades cardiovasculares.
Sin embargo, es bueno acotar que, como todo producto cárnico, contiene purinas, por lo cual deben evitarse en caso de gota o hiperuricemia.
La Agencia de Seguridad Alimentaria (AESAN) ha alertado sobre la presencia de mercurio en diferentes pescados, siendo especialmente sensibles los azules (atún o pez espada, entre otros). Por ello, no se recomienda que la ingesta semanal exceda de una vez para personas adultas.

## Principales pescados azules
- Boquerón
- Anguila
- Arenque
- Atún
- Bonito
- Jurel
- Lamprea
- Pez espada
- Salmón
- Salmonete
- Sardina
- Caballa
- Trucha

El bacalao en salazón se considera, a nivel nutricional, un pescado azul, ya que el proceso de salazón aumenta considerablemente su concentración de grasa